# Hermandad de la Agonía (Córdoba)
La Hermandad Sacramental de Santa Victoria y Cofradía de Nazarenos del Santísimo Cristo de la Agonía y la Santísima Virgen María, Madre del Redentor, Nuestra Señora de la Salud es una Hermandad de culto católico de la ciudad Córdoba. Tiene su sede canónica en la Iglesia de Santa Victoria, en la popular barriada de El Naranjo, y hace su Estación de Penitencia en la tarde-noche del Martes Santo.
Se trata de la única Cofradía de Córdoba que realiza su salida desde el interior de la Mezquita-Catedral, a causa de la gran distancia que separa el Primer Templo de la Diócesis y su sede canónica. Por lo tanto, una vez que realiza su salida, vuelve a hacer entrada al Templo Mayor, debido a que éste conforma la Carrera Oficial cordobesa.

## Historia
La Hermandad de La Agonía nace a finales de los setenta por voluntad de varios vecinos del barrio del Naranjo. El 7 de abril de 1979 se aprueban los primeros estatutos de la hermandad de forma provisional ya que las autoridades eclesiásticas no la aprueban hasta el año 1988. La imagen del Cristo, talla de 1954 procedente de una donación, sería portada por los mozos del barrio hasta finales de los 80, fecha en la que comienza a procesionar junto con sus penitentes por las calles del barrio cada Lunes Santo.
No es hasta mediados de los 90 cuando la Hermandad se incorpora a la Agrupación de Cofradías, recorriendo la Carrera Oficial desde el Martes Santo de 1996, con la Junta de la primera hermana mayor Marisa Marcos Gómez. Esto le permitió ser, durante más de una década, la Cofradía con el recorrido más largo de la Semana Santa de Córdoba, y la única del Martes Santo en procesionar un crucificado. 
Sin embargo, en 2010, hizo el recorrido más largo que se recuerda en la capital cordobesa, estando en el calle en torno a 12 horas. Esto se debió principalmente a la decisión tomada por parte de todas las Hermandades del Martes Santo a realizar Estación de Penitencia tanto a la Carrera Oficial como al interior de la Mezquita-Catedral y venerar al Santísimo Sacramento. Sin embargo, para el año siguiente, la Hermandad tomó la decisión de trasladar a su único paso y a su titular cristífero hasta el primer templo de la Diócesis en los días anteriores a la Semana Santa, para realizar su salida desde allí. Esto lo ha continuado haciendo hasta la actualidad, a pesar del cambio de la Carrera Oficial precisamente al entorno e interior del Templo Mayor de la ciudad, lo cual le obliga a realizar su salida del primer templo de la Diócesis, para después volver a hacer entrada, y posteriormente, iniciar el camino de regreso a su barrio. 
Por su parte, Nuestra Señora de la Salud comenzó a adquirir mucha popularidad desde su llegada al Naranjo. Fue así como, en sus primeros años realizó principalmente salidas en Rosarios de la Aurora por las calles de su barrio, y años después, se propuso la creación de una Banda de Cornetas y Tambores fraguada en el barrio y llevando como nombre su advocación. No sería hasta 2018 cuando pisaría las calles de Córdoba, pero esta vez, saliendo desde la Mezquita-Catedral sobre su propio paso de palio. Para esta ocasión, la Hermandad llevó a sus dos Titulares como era habitual, en un solemne traslado hasta el Templo Mayor de la ciudad en la jornada del Sábado de Pasión. 
El domingo 28 de noviembre de 2021, la Hermandad celebraría una Salida Extraordinaria desde el primer templo de la Diócesis hasta su barrio, en la cual procesionaría a Nuestra Señora de la Salud sobre su paso de palio, con motivo del control de la situación sanitaria provocada por la Pandemia de COVID-19. Si bien estaba prevista su salida para la semana anterior, la alta probabilidad de precipitaciones provocó que la corporación solicitara que fuera retrasada una semana. 

### Templo
La Hermandad se encuentra erigida en la Iglesia de Santa Victoria, una de las fundaciones del gran obispo de la ciudad en los años cincuenta: fray Albino González. Como ocurre en el resto de sus proyectos, el barrio de Cañero o el barrio del Cerro, la Iglesia constituye el centro del barrio, aunque en su caso concreto, es de menores dimensiones a sus contemporáneas. Bajo proyecto del arquitecto Carlos Saenz de Santa María, se dedicó el templo a la santa hermana de San Acisclo.

## Imágenes Titulares

### Santísimo Cristo de la Agonía
Imagen realizada por Antonio Castillo Ariza en 1954 en madera policromada, y restaurado en 1992 por Miguel Arjona Navarro.
Es de tamaño algo inferior al natural, al tratarse de una pieza de taller. Fue donado a la Parroquia por la familia de Cámara, presidiendo el altar mayor de Santa Victoria hasta la colocación de un retablo de madera dorada procedente de la Basílica de San Pedro.
Se trata de un Cristo crucificado por tres clavos a una cruz de sección arbórea, labrada en 1988 por el tallista cordobés José Carlos Rubio Valverde y rematada con INRI y argénteas cantonera del orfebre Antonio Cuadrado, autor también de las potencias de la imagen. 
Presenta una concepción muy dulcificada, con la cabeza elevada hacia la derecha, el gesto implorante y la anatomía resuelta con sencillez, destacando el tórax henchido, la cintura estrecha y las manos taladradas por las palmas. Los cabellos, ondulados, caen sobre ambos hombros, siendo la corona de espinas superpuesta. El rostro posee los ojos tallados y policromados en la madera, con perfil semítico, barba rizada y labios secos y entreabiertos. Las señales del martirio son poco abundantes y salvo finos hilos de sangre repartidos por todo el cuerpo, se reducen a las contusiones en rodillas y a las llagas de las manos y pies. Singularidad ofrece el paño de pureza, con vuelo en el costado 
derecho, y fimbrias y cordón policromados en tonos dorados.
Procesiona sobre un paso de estilo renacentista, realizado por José Carlos Rubio, y el cual conjuga la caoba y la plata. Junto a la imagen del Señor, lucen dos soldados romanos, uno de los cuales es tuerto y se encuentra jugándose a los dados la túnica que ha vestido al Señor, mientras que el otro le ofrece de beber vinagre aguado con una esponja clavada en una lanza. Junto a estos, luce un centurión romano, quien grita al soldado pero al mismo tiempo, derrama una lágrima como señal de arrepentimiento por haber crucificado a Jesús. Las tres imágenes son obras de Sebastián Montes Carpio del año 2008.

### Santísima Virgen, Madre del Redentor, Nuestra Señora de la Salud

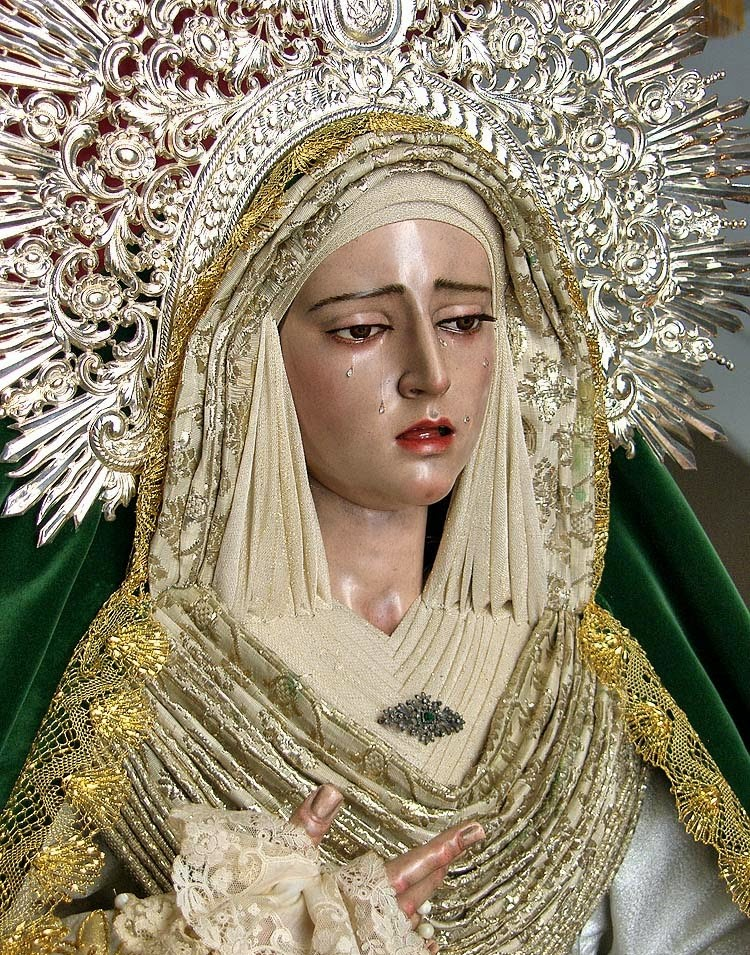
Santísima Virgen, Madre del Redentor, Nuestra Señora de la Salud.

Es una imagen realizada en 1988 por Miguel Ángel González Jurado en madera de cedro policromada. Se trata de una imagen de candelero para vestir. Fue remodelada por su mismo autor en el año 2006, poseyendo ahora nuevas manos inspiradas en las de la María Santísima de Gracia y Amparo de la Hermandad de la Sentencia de la Iglesia de San Nicolás de la Villa, así como nueva policromía y un candelero que le otorga cierta actitud itinerante. También le realizó retoques en la mascarilla centrándose en el modelado del mentón y labios. La Dolorosa, de rosas carnaciones, ofrece notables influencias del estilo de Luis Álvarez Duarte, maestro del escultor, tanto en su aniñada belleza como el pormenorizado modelado del rostro. Inclina la cabeza hacia el lado derecho y mantiene la mirada baja, aislada en su aflicción. Los ojos vítreos, realzados por pestañas en su parte superior, se hallan apagados por el llanto y los labios, rojizos y entreabiertos, muestran la dentadura perfectamente tallada en su interior. Lleva cinco lágrimas de cristal, tres en la mejilla izquierda y dos en la derecha. La nariz pertenece al estilo hebreo, el rostro ovalado y el cuello, contraído por el sollozo en su zona inferiores, se presenta largo y esbelto, Las manos, aparecen con las palmas extendidas para recoger el rosario y el manípulo como atributos de la piedad popular.
Procesiona sobre un paso de palio de estilo renacentista, en el que destaca el color burdeos, y que ha sido diseñado por Julio Ferreira. En la actualidad, presenta tan sólo la bambalina frontal bordada en oro en el taller del ecijano Jesús Rosado, estrenada en la primera Estación de Penitencia de la Titular mariana en el año 2018, y la cual sigue las pautas decorativas establecidas en la línea estilística de la Cofradía. El resto de bambalinas continúan siendo de terciopelo liso, a la espera de que sean bordadas. Por su parte, la orfebrería sigue el diseño del mismo Ferreira, siendo realizadas por el orfebre Manuel Valera, siendo fiel el estilo renacentista de todo el conjunto. 

## Música
La Hermandad tiene contratadas a las siguientes asociaciones musicales:
- Banda de Cornetas y Tambores Nuestra Señora de la Salud de Córdoba, tras el paso del Santísimo Cristo de la Agonía.
- Banda de Música Santa Cecilia de Montoro (Córdoba), tras el paso de palio de Nuestra Señora de la Salud.

### Patrimonio musical
- Tras el paso de la Salud, compuesta por Antonio Moral Jurado en el año 2017
- A ti, Madre del Redentor, escrita por José Manuel Hernández Baena en el año 2003.[6]
- Atardecer en el barrio, compuesta por Francisco Camacho Roldan.
- En un Puente de Azahares, compuesta por Sergio Larrinaga Soler.
- Salud, compuesta por Sergio Larrinaga Soler.
- Fragancias de un Martes Santo.
- Gólgota, compuesta por Jorge Águila Ordóñez.
- Redemptoris Mater, de Alejandro Gómez y Mayquel Ortega.
- Todo esta cumplido, de Fernando Cano y Rubén Melgrarejo.

## Recorrido
- Recorrido de Ida: (18:00 - Salida) Patio de los Naranjos, Puerta Santa Catalina, Magistral González Francés, Cardenal González, Cruz del Rastro, Ronda de Isasa.
- Recorrido Oficial: Arco del Triunfo, Torrijos, Puerta del Perdón, Patio Naranjos, SANTA IGLESIA CATEDRAL, Patio Naranjos, Magistral González Francés.
- Recorrido de Vuelta: Cardenal González, Cruz del Rastro, San Fernando, Diario Córdoba, Capitulares, San Pablo, Hermanos Lopéz Diéguez, Enrique Redel, Santa Isabel, Plaza de Santa Marina, Mayor de Santa Marina, Puerta del Colodro, Alonso El Sabio, Glorieta Almogávares, Fuente de la Salud, Dean Francisco Xavier, Pintor Monroy, Santas Flora y María (02:00 - Entrada)

## Paso por la Carrera Oficial
| Predecesor: Ánimas | Orden de entrada en la carrera oficial (Martes Santo) Primer lugar | Sucesor: La Universitaria |